# 薔薇色
薔薇色（そうびいろ、ばらいろ）は、 RGBシステムによれば、赤とマゼンタの間の色、バラの赤い花の色。

## 比喩
日本語においては、良い事ずくめの楽観的な予測や想像を「薔薇色の未来」などと表現される。反対に悲観的な場合は灰色と表現される。